# ۲۱ ژوئن
۲۱ ژوئن در تقویم گرگوری، صد و هفتاد و دومین (در سال‌های کبیسه صد و هفتاد و سومین) روز سال است. ۱۹۳ روز تا پایان سال باقی است.

## رویدادها
- ۱۶۸ (پیش از میلاد)، ماه‌گرفتگی در رم ثبت‌شد.
- ۲۰۰۹ - اقمار تازه کشف شده پلوتو، هیدرا و نیکس نام گذاری شدند.
- ۲۰۰۹ - گرینلند اعلام خودمختاری کرد.

## زادروزها
- ۱۷۸۱ - سیمون دنی پواسون، ریاضی‌دان و فیزیک‌دان فرانسوی
- ۱۹۰۵ - ژان پل سارتر فیلسوف، اگزیستانسیالیست، رمان‌نویس، نمایش‌نامه‌نویس و منتقد فرانسوی.
- ۱۹۲۹ - روچنگ اینگ، هنرپیشه، کارگردان و نمایش‌نامه‌نویس چینی
- ۱۹۳۹ - کامران شیردل کارگردان و مترجم ایرانی.
- ۱۹۴۰ - مایکل روس، فیلسوف زیست‌شناسی
- ۱۹۴۷
  - دانا روراباکر، سیاستمدار آمریکایی
  - فرناندو ساواتر، فیلسوف، مقاله‌نویس و نویسندهٔ اهل اسپانیا
- ۱۹۴۸ - ایان مک‌یوون، نویسنده و نمایشنامه‌نویس انگلیسی
- ۱۹۴۸ - استفان ساندورفی، نقاش مجارستانی
- ۱۹۴۸ - آندژی ساپکوفسکی، نویسنده
- ۱۹۵۳ - بی‌نظیر بوتو، سیاست‌مدار و نخست وزیر اسبق پاکستان
- ۱۹۶۶ - گرچن کارلسون، گزارشگر و مجری خبر آمریکایی
- ۱۹۶۷ - ینگلاک شیناواترا، سیاستمدار زن تایلندی
- ۱۹۸۲ - شاهزاده ویلیام، دوک کمبریج، شاهزاده بریتانیایی
- ۱۹۹۱ - گائل کاکوتا، فوتبالیست فرانسوی
- ۱۹۸۹ - مدیسون پارکر، بازیگر فیلم‌های پورنو اهل مجارستان

## مرگ‌ها
- ۵۲۴ - کلودومر، پادشاه دودمان مروونژی
- ۱۰۹۵ - ظهیرالدین رودآوری، ادیب و شاعر عربی ایرانی
- ۱۲۰۵ - انریکو داندولو، رئیس‌جمهور (دوجه) جمهوری ونیز
- ۱۲۰۸ - فیلیپ سوابی، پادشاه آلمان
- ۱۳۷۷ - ادوارد سوم، پادشاه انگلستان
- ۱۵۲۷ - نیکولو ماکیاولی، سیاستمدار و فیلسوف ایتالیایی
- ۱۸۹۴ - ابراهیم تادلی، صوفی و شیخ تصوف مراکشی
- ۱۹۵۴ - گیدئون سندباک، مهندس برق سوئدی -آمریکایی
- ۱۹۵۷ - یوهانس اشتارک، فیزیکدان آلمانی
- ۲۰۰۱ - جان لی هوکر، خواننده ترانه‌سرا و گیتاریست آمریکایی
- ۲۰۰۹ - نورالله تالقانی، محقق، نویسنده، روزنامه‌نگار و از چهره‌های سیاسی افغانستان.
- ۲۰۲۳ - ویگن خاچاطریان، سیاست‌مدار

## جشنها/اعیاد
- ۱۹۸۲، اختصاص این روز به عنوان جشن موسیقی (جشن موسیقی)
- روز جهانی یوگا[۱]